# Station Barnowo
Station Barnowo was een spoorwegstation in de Poolse plaats Barnowo.